# Вегетативные органы

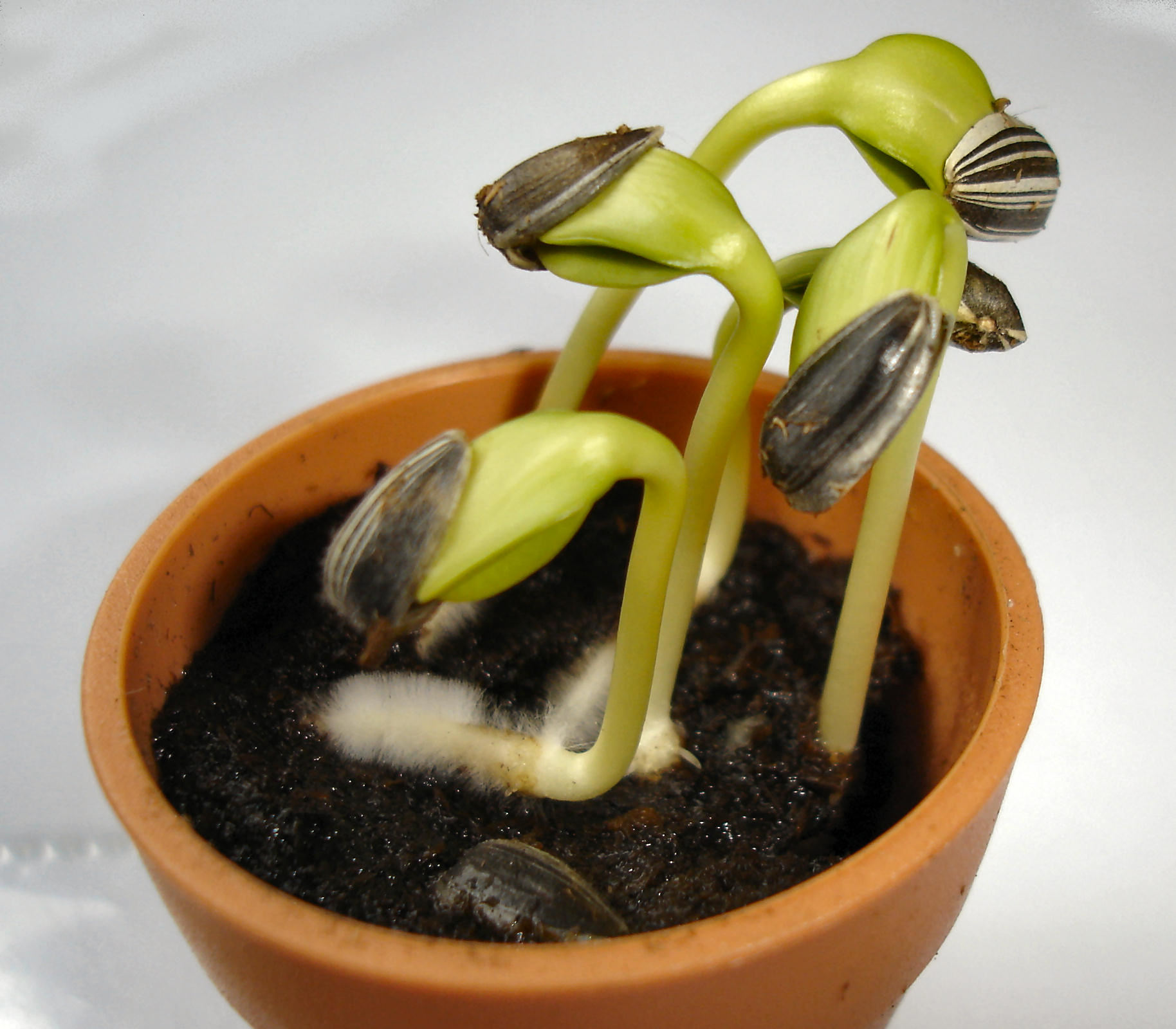
Побеги подсолнечника

Вегетати́вные о́рганы растений (от лат. vegetativus — растительный) — части растения, выполняющие основные функции питания и обмена веществ с внешней средой.
У низших растений вегетативное тело (таллом, или слоевище) не расчленено на органы, а представлено одной клеткой, например, у одноклеточных водорослей или дрожжей, нитями из одного ряда клеток (нитчатые водоросли) или имеет форму пластинок, шаров и др.
У высших растений к вегетативным органам относятся корень, стебель и лист.
Вегетативные органы бывают растущими и выросшими. Именно поэтому они часто находятся на разных стадиях развития, хотя принадлежат одному растению.
К основным вегетативным органам относятся: сам
- листостебельные побеги, обеспечивающие фотосинтез;
- корни, обеспечивающие водоснабжение и минеральное питание.

Вегетативные органы второго порядка у побега — лист (боковой орган), стебель (осевой орган).
Видоизменённые вегетативные органы: побег — корневище, столоны, клубни, клубнелуковицы, луковицы, колючки; корень — клубнекорни, корнеплоды.
Вегетативные органы могут выполнять функции вегетативного размножения.